# Czyżewo (województwo kujawsko-pomorskie)
Czyżewo – wieś w Polsce położona w województwie kujawsko-pomorskim, w powiecie rypińskim, w gminie Rypin.

## Historia
W XVIII wieku wieś należała do Ignacego Pląskowskiego.
W latach 1975–1998 miejscowość administracyjnie należała do województwa włocławskiego.

## Demografia
Według Narodowego Spisu Powszechnego (III 2011 r.) liczyła 297 mieszkańców. Jest jedenastą co do wielkości miejscowością gminy Rypin.